# 152290 Lorettaoberheim
152290 Lorettaoberheim è un asteroide della fascia principale. Scoperto nel 2005, presenta un'orbita caratterizzata da un semiasse maggiore pari a 2,7327438 au e da un'eccentricità di 0,1276021, inclinata di 4,32135° rispetto all'eclittica.